# David Jessurun Lobo
David Jessurun Lobo (Amsterdam, 16 juni 1884 - De Vink, 9 september 1926) was een Nederlands toneelacteur. Ook vertaalde hij enkele toneelstukken en nam de rol van regisseur op zich.

## Biografie
Hij werd geboren in Amsterdam als zoon van Benjamin Jessurun Lobo en Betje Jessurun Lobo. Vóór zijn debuut in 1905 bij de Koninklijke Vereeniging Het Nederlandsch Tooneel werkte Lobo, net als zijn vader, als diamantklover. In 1910 trouwde hij met de actrice Margaretha Wilhelmina Braakensiek, die in haar carrière bekend werd als Greta Lobo. Bij het Nederlandsch Tooneel werkte hij onder andere met Royaards, Verkade en Heijermans. Lobo speelde onder meer de hoofdrol van Adam de poppensnijder, in Dageraad, Nanning Storm in Eva Bonheur (beide van Heijermans) en Vosmeer in Gijsbrecht van Aemstel. In 1921 richtten hij en zijn vrouw, samen met Bets Ranucci-Beckman, Dirk Verbeek en het acteursechtpaar Van Kerckhoven-Kling, het toneelgezelschap Comoedia op, dat ging spelen in het Centraal Theater in Amsterdam. In 1924 fuseerde Comoedia met de Haghespelers tot het gezelschap Vereenigd Tooneel, onder directie van Dirk Verbeek en Eduard Verkade. 
Lobo scheidde van zijn echtgenote in 1924. In 1926 trouwden ze opnieuw met elkaar. Een dag na zijn tweede huwelijk kwam hij, samen met zijn vrouw en twee anderen, om het leven bij een treinongeluk bij de toenmalige buurtschap De Vink (Voorschoten). Bij hun begrafenis liepen tien acteurs, waaronder Esther de Boer-van Rijk, Wiesje Bouwmeester, Theo Mann-Bouwmeester, Ko van Dijk sr. en Albert van Dalsum mee in de rouwstoet in een ronde om de Hollandsche Schouwburg.
Een maand later zou David Jessurun Lobo samen met Frits Tartaud de artistieke leiding van het "Nieuw Rotterdamsch Toneel" op zich hebben genomen, een vereniging die hij samen met zijn vrouw begonnen was. Op 10 september 1927 is in de foyer van de Stadsschouwburg Amsterdam een gedenkplaat voor het omgekomen echtpaar geplaatst.